# Färila-Kårböle församling
Färila-Kårböle församling är en församling i Hälsinglands norra kontrakt i Uppsala stift. Församlingen ingår i Ljusnans pastorat och ligger i Ljusdals kommun i Gävleborgs län.

## Administrativ historik
Församlingen bildades den 1 januari 2010 genom sammanslagning av Färila och Kårböle församlingar. Från 2017 ingår församlingen i Ljusnans pastorat.

## Kyrkor
- Färila kyrka
- Kårböle kyrka
- Kårböle stavkyrka